# آندره پولن
آندره پولن (فرانسوی: André Poulain‎؛ زادهٔ) دوچرخه‌سوار اهل فرانسه است.